# Pige (mesure)
Pour les articles homonymes, voir Pige.
Le mot pige désigne une longueur arbitraire, prise comme référence. Pour les jardiniers, c'est une petite branche transformée en instrument de mesure qu'on utilise pour planter de façon régulière.

## Architecture
(novembre 2019).
Selon certains auteurs de la fin du XXe siècle la pige aurait aussi été un bâton normé d'un pouce d'épaisseur et d'une coudée de longueur, constitué de cinq tiges articulées (correspondant à cinq unités anthropiques : paume, palme, empan, pied et coudée) ou  subdivisé par des encoches délimitant ces unités (il s'agit alors d'une règle graduée en bois). Selon ces mêmes auteurs, cette canne des bâtisseurs du Moyen Âge, appelée aussi virga, aurait été l'instrument de mesure typique du maître d'œuvre avec la corde à treize nœuds qui lui permettait de géométriser l'espace[réf. nécessaire].
Il n'existe toutefois aucune source médiévale (texte, iconographie, archéologie) qui permettrait d'apporter une preuve à ces affirmations qui ne sont que des hypothèses laissant une large place à des spéculations plus ou moins ésotériques et qui ont été démenties par les historiens .

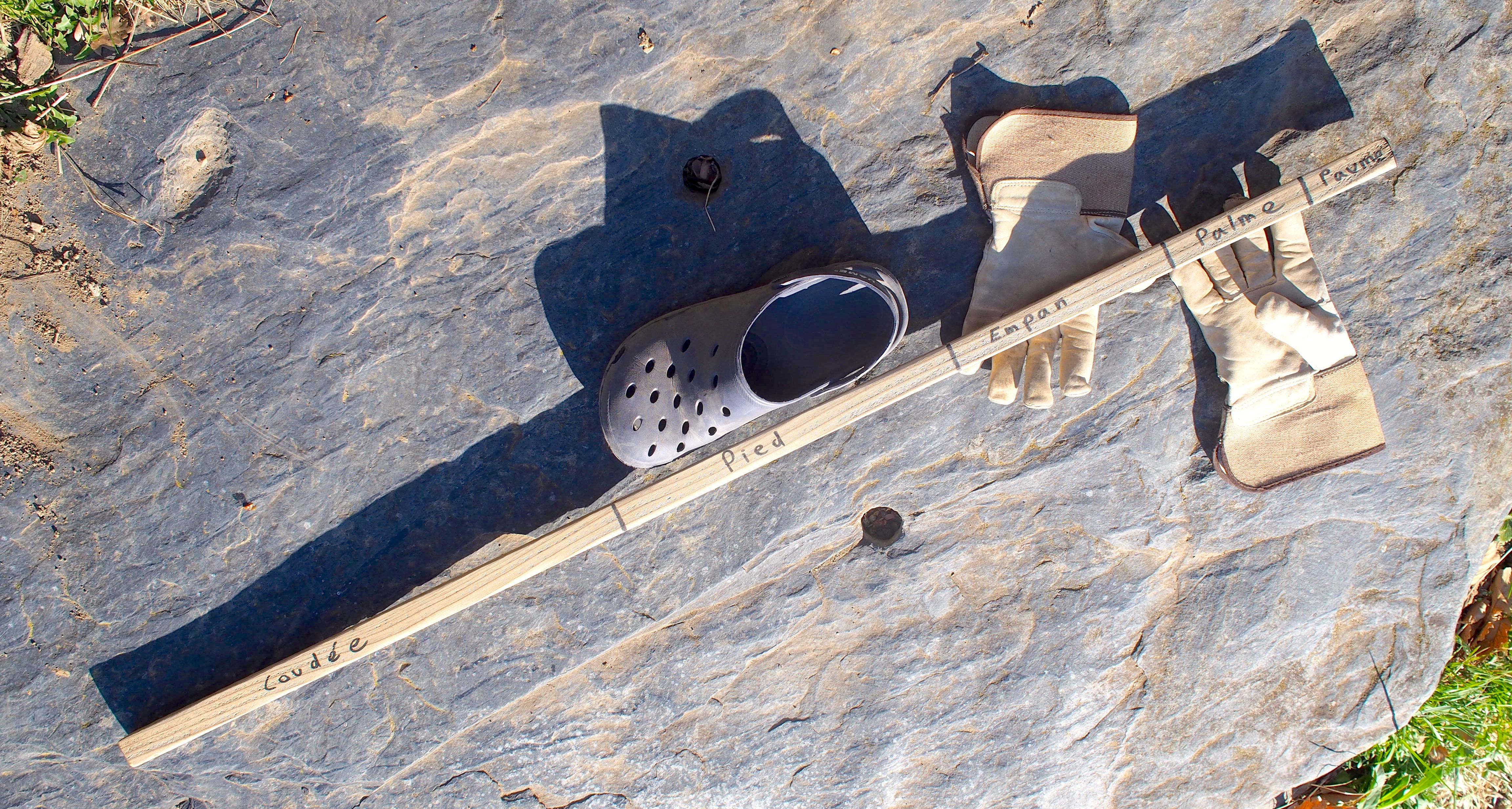
Reconstitution d'une pige des bâtisseurs, avec la quine d'unité de mesure: coudée, pied, empan, palme, paume

Unités anthropiques utilisées dans la pige : palme (1), empan (2), paume (3).

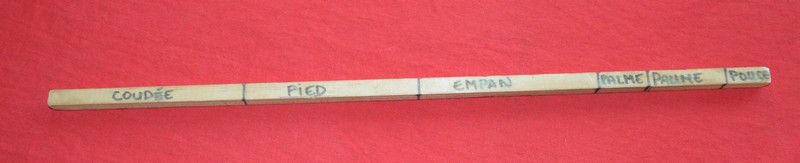
Pige avec les unités anthropomorphiques : pouce, paume, palme, empan, pied, coudée.

Selon les mêmes auteurs, les mesures utilisées dans la pige médiévale auraient été des unités anthropiques qui se réfèrent au corps humain, avec successivement :
- la paume (largeur de la main) : 7,64 cm
- la palme (distance entre l'index et le petit doigt tendus) : 12,36 cm
- l'empan (entre l'auriculaire et le pouce) : 20 cm
- le pied : 32,36 cm[5]
- la coudée (longueur de l'avant-bras) : 52,36 cm

L'addition de 2 unités consécutives donne la suivante et on passe d'une mesure à l'autre plus ou moins en la multipliant par le nombre d'or.
De la quine de base on peut dériver d'autres unités de mesure. 
Le pouce de 2,54 cm correspond à 1/3 de paume.
Le yard correspond à 3 pieds, soit 0.97 m, ou la moitié d'une toise.
La toise correspond à 6 pieds, soit, 1,941 mètre.
Le mètre correspond à 5 empans.

## Postérité
Cet instrument de mesure est à l'origine de l'expression « piger » (pour « bien mesurer », « comprendre »), de la longueur de texte (la pige d'un article de journaliste, le pigiste) et, en argot, de la longueur de temps, l'année.